# Cyprinodon maya
Cyprinodon maya és una espècie de peix de la família dels ciprinodòntids i de l'ordre dels ciprinodontiformes.
Els adults poden assolir els 10 cm de longitud total. Es troba a Nord-amèrica: Mèxic.